# Piero di Luigi Guicciardini
Piero di Luigi Guicciardini (1376 – agosto 1441) è stato un politico italiano della famiglia fiorentina dei Guicciardini.

## Biografia
Era figlio di Luigi Guicciardini. Dopo essere stato ambasciatore presso il Papa nel 1410 e a Bologna nel 1413, fu priore delle Arti nel 1416 e ambasciatore a Rimini nel 1416.
Fu il primo nella famiglia ad ottenere il titolo di conte, con Diploma Imperiale datato Aquisgrana, 30 novembre 1416; del titolo la sua famiglia fece però un uso sistematico solo dopo il 1726, quando venne riconosciuto dal Granduca di Toscana.
Tra gli altri incarichi politici si ricordono il commissariato a Piombino nel 1417, il ruolo di podestà di Perugia nel 1419, nonché il prestigioso titolo di Gonfaloniere di Giustizia della Repubblica di Firenze per ben tre volte: nel 1421, nel 1434 e nel 1439. Fu ambasciatore in Ungheria nel 1427. Fece parte dei Dieci di Balia nel 1432 fu commissario dell'esercito nel Casentino nel 1440.
Lasciò Ricordanze, cronaca della prima fase della sua vita adulta, segnata da due vedovanze, contese ereditarie e da traversie finanziarie, redatte nel 1408 e conservate nell'archivio della famiglia Guicciardini. 
Fu il trisavolo del celebre storico Francesco Guicciardini.

## Matrimoni e discendenza[3]
Si sposò nel 1395 con Laudomia di Donato Acciaioli (?-per i postumi del parto 21 marzo 1398), dalla quale ebbe:
- un figlio (13 marzo 1398[2]-?), probabilmente morto in tenera età.

Si risposò il 31 maggio 1399 con Giovanna di Bartolomeo Valori (?-di peste, al 6° mese di gravidanza 13 giugno 1400).
Contrasse matrimonio, per la terza volta, con Angiola di Andrea Buondelmonti (1391-?), dalla quale ebbe:
- Luigi (25 maggio 1407-1487), uomo politico e letterato, sposò in successione nel 1426 Nicolosa (Cosa) Peruzzi; nel 1448 Pippa di Nofri Parenti; Nanna di Giovanni Vespucci e, nel 1484, Ludovica di Giovanni de' Venturi. Ebbe tre figlie dal secondo matrimonio, più un figlio illegittimo.
- Niccolò (1410-gennaio 1442). Morì prematuramente ed ebbe tre figli.
- Jacopo (23 gennaio 1422-1490).
- Laudomia, sposò Antonio de' Ricci.
- Maddalena, sposò Niccolò Corbinelli.
- Dianora.
- Costanza, sposò in successione Francesco di Giuliano di Averardo de' Medici, Daniello degli Alberti e Donato Cecchi.